# Benedito Pedro Dorileo
Benedito Pedro Dorileo (Cuiabá, 10 de dezembro de 1934 - 12 de dezembro de 2019) foi um professor, advogado, político, historiador, escritor e reitor da Universidade Federal de Mato Grosso. Iniciou sua carreira acadêmica ministrando aulas no Colégio Salesiano São Gonçalo e na antiga Escola Técnica Federal. Foi um dos fundadores da UFMT, tornando-se seu primeiro reitor eleito, além de presidente da Câmara Municipal de Cuiabá, fundador da primeira Defensoria Pública de Mato Grosso e Procurador de Justiça do Ministério Público de Mato Grosso. Durante sua vida, nunca abdicou dos estudos, alcançando os postos de advogado, historiador, escritor e professor. Era membro emérito da Academia Mato-grossense de Letras (AML), ocupando a cadeira 26. Morreu em Cuiabá no dia 12 de dezembro de 2019, aos 85 anos.

## Obras[2][3]
- Miçanga (1971)
- Egéria Cuiabana (1976)
- Centenário da Egéria Cuiabana (1995)
- Nomeação de Reitor (1996)
- Pensar para Fazer (1984)
- Universidade, o Fazejamento (1978)
- Cholo (2003)
- Ensino Superior em Mato Grosso (2006)